# Richard Weiser
Richard Weiser (ur. 12 sierpnia 1903, zm. 3 września 1986) – wschodnioniemiecki kierowca wyścigowy, pierwszy mistrz Wschodnioniemieckiej Formuły 3.

## Kariera
Startował pojazdem własnej konstrukcji – Weiser Windsbraut, napędzanym silnikiem BMW. W 1950 roku uczestniczył w klasie Kleinstrennwagen, zajmując trzecie miejsce w klasyfikacji generalnej. Wygrał w tamtym roku również wyścig w Dessau, dzięki czemu został wówczas mistrzem Wschodnioniemieckiej Formuły 3. Rok później nie był klasyfikowany, natomiast w 1952 roku był szósty w zawodach Sachsenringrennen, dzięki czemu był ósmy w klasyfikacji sezonu. Po 1952 roku zaprzestał ścigania, a jego samochód przejął Josef Ortschitt.

## Wyniki we Wschodnioniemieckiej Formule 3
| Legenda oznaczeń w tabelach wyników Wyświetl szablon na nowej stronie | Legenda oznaczeń w tabelach wyników Wyświetl szablon na nowej stronie                                                                     |
| Oznaczenie                                                            | Wyjaśnienie |
| --------------------------------------------------------------------- | --- |
| Złoty                                                                 | Zwycięzca lub mistrzostwo |
| Srebrny                                                               | 2. miejsce lub wicemistrzostwo |
| Brązowy                                                               | 3. miejsce lub II wicemistrzostwo |
| Zielony                                                               | Ukończył, punktował (w klasyfikacji generalnej, gdy zdobył co najmniej jeden punkt na przestrzeni sezonu, poza trzema powyższymi opcjami) |
| Niebieski                                                             | Ukończył, nie punktował (w klasyfikacji generalnej, gdy nie zdobył co najmniej jednego punktu na przestrzeni sezonu)                      |
| Czerwony                                                              | Nie zakwalifikował się (NZ) |
| Czerwony                                                              | Nie prekwalifikował się (NPK) |
| Różowy                                                                | Nie ukończył (NU) |
| Różowy                                                                | Niesklasyfikowany (NS) (w klasyfikacji generalnej, gdy nie został sklasyfikowany w żadnym wyścigu sezonu)                                 |
| Czarny                                                                | Zdyskwalifikowany (DK) |
| Czarny                                                                | Wykluczony (WYK/EX) |
| Biały                                                                 | Nie wystartował (NW) |
| Biały                                                                 | Kontuzjowany (K/INJ) |
| Biały                                                                 | Wyścig odwołany (OD/C) |
| Bez koloru                                                            | Został wycofany (WYC/WD) |
| Bez koloru                                                            | Nie przybył (NP/DNA) |
| Bez koloru                                                            | Nie brał udziału w treningach (NT/DNP) |
| Bez koloru                                                            | Nie został zgłoszony (–) |
| Pogrubienie                                                           | Start z pole position |
| Kursywa                                                               | Najszybsze okrążenie wyścigu |
| †                                                                     | Nie ukończył, ale jego rezultat został zaliczony ze względu na przejechanie więcej niż 90% dystansu wyścigu.                              |
| *                                                                     | Sezon w trakcie |
| 1/2/3                                                                 | Punktowana pozycja w sprincie kwalifikacyjnym                                                                                             |
| Lista systemów punktacji Formuły 1                                    | |

| Rok  | Zespół             | Samochód          | Silnik | Wyniki w poszczególnych eliminacjach | Wyniki w poszczególnych eliminacjach | Wyniki w poszczególnych eliminacjach | Wyniki w poszczególnych eliminacjach | Wyniki w poszczególnych eliminacjach | Pkt. | Msc. |
| ---- | ------------------ | ----------------- | ------ | ------------------------------------ | ------------------------------------ | ------------------------------------ | ------------------------------------ | ------------------------------------ | ---- | ---- |
| 1950 |                    |                   |        |                                      |                                      |                                      |                                      |                                      | 6    | 1    |
| 1950 | MSG Eisenach       | Weiser Windsbraut | BMW    | -                                    | -                                    | -                                    | NW                                   | 1                                    | 6    | 1    |
| 1951 |                    |                   |        |                                      |                                      |                                      |                                      |                                      | 0    | NS   |
| 1951 | BSG Motor Eisenach | Weiser Windsbraut | BMW    | ?                                    | ?                                    | ?                                    | ?                                    |                                      | 0    | NS   |
| 1952 |                    |                   |        |                                      |                                      |                                      |                                      |                                      | 1    | 8    |
| 1952 | BSG Motor Eisenach | Weiser Windsbraut | BMW    | NU                                   | NU                                   | NU                                   | 6                                    |                                      | 1    | 8    |